# Francesco Zingales
Francesco Zingales (Longi, 10 gennaio 1884 – Milano, 30 novembre 1950) è stato un generale italiano, comandante del Corpo d'armata autotrasportabile e primo comandante del Corpo di spedizione italiano in Russia (CSIR) durante la seconda guerra mondiale. In seguito comandò il XX e il XXI Corpo d'armata in Africa settentrionale italiana e il XXXV Corpo d'armata sul fronte orientale, inquadrato nell'8ª Armata del generale Italo Gariboldi. Rientrato in Italia, nell'estate del 1943 assunse il comando del XII Corpo d'armata schierato nella Sicilia orientale all'epoca dell'Sbarco in Sicilia.

## Biografia
Nacque a Longi, in provincia di Messina, il 10 gennaio 1884, figlio di Francesco, di professione notaio, e Angela Sirna e dopo aver frequentato la Regia Accademia Militare di Modena, da cui uscì con il grado di sottotenente, partecipò alla guerra italo-turca dove fu decorato con una Medaglia d'argento e una di bronzo al valor militare.
Durante il corso della prima guerra mondiale nel 1915 si distinse nel settore di Oslavia, rimanendo ferito in azione il 27 settembre 1915. Partecipò poi alla presa di Gorizia (agosto 1916), e alla battaglia di Vittorio Veneto  (ottobre-novembre 1918) come ufficiale addetto allo Stato maggiore della 48ª Divisione, e al termine del conflitto risultava decorato con altre due Medaglie d'argento e una di bronzo al valor militare e promosso maggiore per merito di guerra.
Nel 1925 fu promosso colonnello e divenne comandante del 23º Reggimento fanteria. Nel 1936 venne promosso generale di brigata e divenne comandante dell'Accademia di Fanteria e Cavalleria e della Scuola di Applicazione di Parma. Nel corso del 1939 è promosso generale di divisione e comandò la 10ª Divisione fanteria "Piave". Nel 1941,  divenuto generale di corpo d'armata, assunse il comando del Corpo d'Armata Autotrasportato (C.A.T.).
A partire dal 13 aprile 1941 partecipò all'invasione della Jugoslavia, venendo decorato con la Croce di Cavaliere dell'Ordine militare di Savoia, e nel giugno dello stesso anno assunse il comando del neocostituito Corpo di spedizione italiano in Russia (CSIR). Durante il viaggio di trasferimento cadde ammalato a Vienna e il 17 luglio fu sostituito dal generale Giovanni Messe. Trasferito in Africa settentrionale italiana, a partire dal mese di dicembre assunse il comando del XX Corpo d'armata, e dall'aprile 1942 del XXI
Nell'ottobre 1942 partì per il fronte orientale assumendo il comando del XXXV Corpo d'Armata (ex C.S.I.R.), al posto del generale Messe. iI 17 dicembre 1942 a seguito della rottura del fronte sul Don iniziò la lunga ritirata dal fronte russo, e una volta ritornato in Patria, il 12 luglio 1943 fu nominato comandante del XII Corpo d'armata, dislocato nella Sicilia orientale al posto del generale Mario Arisio, dopo lo sbarco alleato in Sicilia. Il 16 agosto il Corpo d'armata lascia definitivamente la Sicilia per essere riorganizzato, fino al 13 settembre 1943 quando viene sciolto.

## Pubblicazioni
- La conquista di Gorizia,  Provveditorato generale dello Stato-Libreria, Roma, 1925.